# Британско военно гробище (Саръгьол)
Британското военно гробище (на английски: Sarigol military cemetery) в Саръгьол е създадено през април 1917 година по време на Първата световна война до британска военно-полева болница. В него са погребани 676 британски войници и офицери, 6 български и 21 гръцки.

## Български войнишки гробове
- 01. Пею Вълев Елкин, редник, починал на 20.09.1918 г., гроб C. 371
- 02. Цветан Копив, редник, починал на 7.12. 1918 г., гроб A. 161
- 03. Димитър Манов, фелдфебел, починал на 20.9.1918 г., гроб C. 369
- 04. Обрен Николов, редник, починал на 12.10.1917 г., гроб C. 373
- 05. Евгени Нисте, редник, починал на 20.9.1918 г., гроб C. 370
- 06. Стефан Цонев, редник, починал на 21.9.1918 г., гроб C. 372[2]